# دریمینه
دریمینه  یک منطقهٔ مسکونی در الجزایر است که در ناحیه الدبیله واقع شده‌است.
 دریمینه   ۵۲ متر بالاتر از سطح دریا واقع شده‌است.